# خوستو خوسيه كارابالو
خوستو خوسيه كارابالو (بالإسبانية: Justo José Caraballo)‏ (12 أكتوبر 1914 – 16 سبتمبر 2003) هو سبّاح أرجنتيني راحل، مثّل بلاده في الألعاب الأولمبية الصيفية 1932.

## روابط خارجية
خوستو خوسيه كارابالو على موقع الاتحاد الدولي للسباحة (الإنجليزية)
- خوستو خوسيه كارابالو على موقع أوليمبيديا (الإنجليزية)